# White House Plumbers
Os Encanadores da Casa Branca (em inglês: The White House Plumbers) às vezes simplesmente chamados de Encanadores, Projeto da Sala 16, ou mais oficialmente, Unidade de Investigações Especiais da Casa Branca, era uma Unidade de Investigações Especiais da Casa Branca secreta, estabelecida dentro de uma semana após a publicação dos Pentagon Papers em junho de 1971, durante a presidência de Richard Nixon. Sua tarefa era parar e/ou responder ao vazamento de informações classificadas, como os Pentagon Papers, para a mídia. O trabalho da unidade "diminuiu" após o fracasso "arrombamento Ellsberg", mas alguns de seus ex-agentes se ramificaram em atividades ilegais enquanto ainda trabalhavam na Casa Branca junto com gerentes do Comitê para Reeleger o Presidente, incluindo o arrombamento de Watergate ou escândalo de Watergate que se seguiu.